# Affenfett
Als Affenfett werden scherzhaft minderwertige Fette zweifelhafter Herkunft bezeichnet. Der Begriff wird heute nur noch selten verwendet.

## Affenfett in der Küche
In der Seefahrt wurde damit Fett bezeichnet, das beim Fleischauslösen in der Kombüse anfiel und in einer Pfanne ausgelassen wurde. Nach dem Zweiten Weltkrieg wurde es zum Beispiel für kalt durch den Fleischwolf gedrehtes Schweinefett (Flomen) oder für Margarine verwendet.
Auch ein an Griebenschmalz erinnernder Brotaufstrich, der in der DDR verbreitet war, wurde so genannt. Er wird aus ausgelassenem Speck hergestellt, der mit Zwiebeln, Ei, Milch und Mehl vermischt und mit Salz und Majoran gewürzt wird. Die Mischung wird bei mäßiger Hitze gestockt, sodass sie noch streichfähig ist, und warm verzehrt.

## Technisches Fett
Auch das Fett, das beim Gewindeschneiden als Schmiermittel zur Anwendung kommt, wird umgangssprachlich Affenfett genannt.

## Belege
1. ↑  „Affenfett“ In: Barbara Otzen, Hans Otzen: DDR-Küche. Komet Verlag, Köln o. J., S. 73, ISBN 3-89836-350-3.